# Michaił Linnik
Michaił Nikiforowicz Linnik, Mychajło Nikiforowycz Linnik (ros. Михаил Никифорович Линник, ukr. Михайло Никифорович Лінник, ur. 25 października 1916 w Odessie, zm. 21 grudnia 2007 w Znamiance) – radziecki wojskowy, kapitan, Bohater Związku Radzieckiego (1945).

## Życiorys
Urodził się w ukraińskiej rodzinie robotniczej. W 1938 ukończył technikum rolnicze, pracował jako agronom w sowchozie, od 1938 służył w Armii Czerwonej, od lipca 1941 uczestniczył w wojnie z Niemcami. Od lipca 1941 do marca 1942 walczył na Froncie Południowym, od października 1942 do lutego 1943 Dońskim, a od listopada 1943 1 Białoruskim, w styczniu 1943 jako zastępca dowódcy kompanii ds. politycznych 260 Dywizji Piechoty wyróżnił się w walkach na Froncie Dońskim, gdzie 24 stycznia 1943 zniszczył niemieckie działo i zabił 32 niemieckich żołnierzy. W lipcu 1944 podczas walk w obwodzie mińskim jako dowódca 4 kompanii piechoty 2 batalionu piechoty 350 pułku piechoty 96 Dywizji Piechoty 48 Armii 1 Frontu Białoruskiego w stopniu kapitana zabił kilkunastu Niemców i przyczynił się do zwycięstwa w potyczce. 4 września 1944 w rejonie miasta Różan nad Narwią, gdy dowódca batalionu został wyeliminowany z walki, Linnik przejął dowodzenie batalionem i przyczynił się do odparcia niemieckich kontrataków; został ranny w tej walce. W 1946 w stopniu kapitana został przeniesiony do rezerwy, 1949-1957 był funkcjonariuszem partyjnym.

## Odznaczenia
- Złota Gwiazda Bohatera Związku Radzieckiego (24 marca 1945)
- Order Lenina (24 marca 1945)
- Order Czerwonego Sztandaru (8 lipca 1944)
- Order Aleksandra Newskiego (7 marca 1943)
- Order Wojny Ojczyźnianej I klasy (11 marca 1985)

I medale.